# ژلکووکو
ژلکووکو (به لهستانی:  Żelkówko) یک روستا در لهستان است که در گمینا کوبلنگتسا واقع شده‌است.